# Náströnd

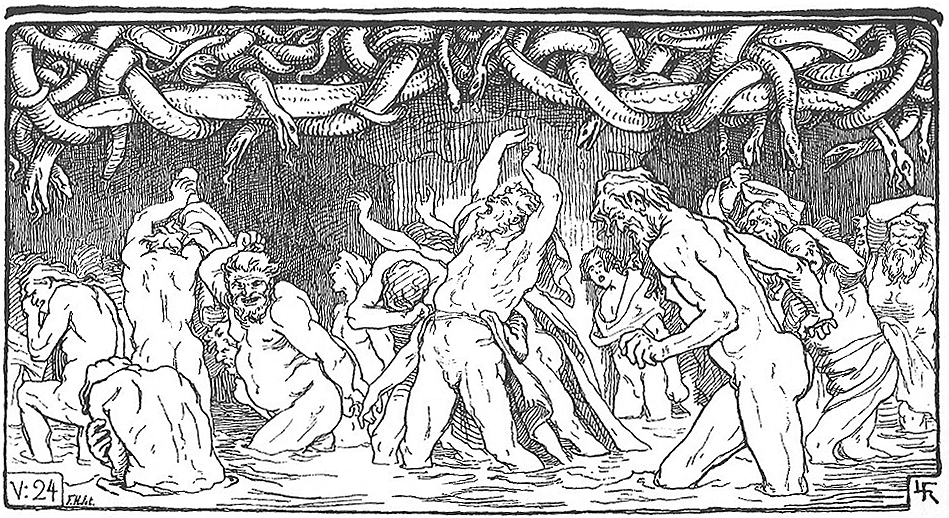
Uma ilustração de Náströnd (1895) por Lorenz Frølich.

Na Mitologia nórdica, Náströnd (Costa dos Cadáveres, em islandês) é um lugar em Hel (Reino da Morte) onde a serpente-dragão Níðhöggr vive e suga os corpos dos mortos.

## Edda poética
A Völuspá diz:
| Sal sá hón standa sólo fiarri, Nástrǫndu á, norðr horfa dyrr. Fello eitrdropar inn um lióra. Sá er undinn salr orma hryggiom. Sá hón þar vaða þunga strauma menn meinsvara ok morðvarga ok þannz annars glepr eyrarúno. Þar saug Níðhǫggr nái framgengna, sleit vargr vera. Vitoð ér enn, eða hvat? Völuspá 38-39, Dronke's edition | A hall she saw standing remote from the sun on Dead Body Shore. Its door looks north. There fell drops of venom in through the roof vent. That hall is woven of serpents’ spines. She saw there wading onerous streams men perjured and wolfish murderers and the one who seduces another’s close-trusted wife. There Malice Striker sucked corpses of the dead, the wolf tore men. Do you still seek to know? And what? Völuspá 38-39, Dronke's translation | Um salão ela viu ali remoto do sol na Costa dos Cadáveres. Suas portas visando ao norte. Ali caíam gotas de veneno pela entrada do telhado. Aquele salão é tecido de espinhas de serpente. Ela viu ali vagueando correntes onerosas homens fracassados e assassinos ferozes e aquele quem seduz a mulher do próximo. Ali o Percutor da Malícia sugava os corpos dos mortos, o feroz devorador de homens. Ainda quer saber? E o que? Völuspá 38-39, Dronke's edition (Traduzida) |

## Edda em prosa
Snorri Sturluson cita esta parte da Völuspá no Gylfaginning da Edda em prosa. Ele usa o plural da palavra: Nástrandir (Costas de Cadáveres).
| Á Náströndum er mikill salr ok illr, ok horfa í norðr dyrr, hann er ok ofinn allr ormahryggjum sem vandahús, en ormahöfuð öll vitu inn í húsit ok blása eitri, svá at eptir salnum renna eitrár, ok vaða þær ár eiðrofar ok morðvargar, svá sem hér segir: Sal veit ek standa sólu fjarri Náströndu á, norðr horfa dyrr. Falla eitrdropar inn of ljóra. Sá er undinn salr orma hryggjum. Skulu þar vaða þunga strauma menn meinsvara ok morðvargar. En í Hvergelmi er verst: Þar kvelr Níðhöggr nái framgengna. Gylfaginning 52, EB's edition | Em Nástrand [Costa dos Mortos] há um grande salão e mal, e suas portas olham para o norte: é toda tecida em costas-de-serpertes como uma casa de hastes; e todas as cabeças-de-serpente na casa visam os assassinos e cospem veneno, fazendo com que ele corra como rios perante o salão; e aqueles que quebraram juramentos, e assassinos, bóiam nesses rios, assim como diz aqui: Eu conheço um salão longe do sol, Em Nástrand: as portas ao norte são tornadas; Gotas de veneno caem dos buracos no teto; Esse salão é beirado com as costas de serpentes. Ali são condenados a vagar os rios encharcados Homens que juraram, e que assassinos se tornaram. E é pior em Hvergelmir: Ali a serpente amaldiçoada chora cadáveres de homens. Gylfaginning 52, Brodeur (Traduzida) |  |